# Motta Montecorvino
Motta Montecorvino é uma comuna italiana da região da Puglia, província de Foggia, com cerca de 955 habitantes. Estende-se por uma área de 19 km², tendo uma densidade populacional de 50 hab/km². Faz fronteira com Celenza Valfortore, Pietramontecorvino, Volturara Appula, Volturino.

## Demografia
| Variação demográfica do município entre 1861 e 2011                               |
|                                                                                   |
| Fonte: Istituto Nazionale di Statistica (ISTAT) - Elaboração gráfica da Wikipedia |